# من کریشنا هستم
من کریشنا هستم (به هندی: Main Krishna Hoon) فیلمی محصول سال ۲۰۱۳ و به کارگردانی راجیو اس. رؤیا است. در این فیلم بازیگرانی همچون جوهی چاولا، پارش گاناترا، نامیت شاه، ساواتی آگراوال، ریتیک روشن، کاترینا کایف و راجنیش دوگال ایفای نقش کرده‌اند.